# Glen Murakami
Glen Murakami (...) è un animatore, regista e produttore televisivo statunitense, noto soprattutto per il suo lavoro su Teen Titans, Batman Beyond, Teen Titans Go!, Ben 10: Alien Force e Ben 10: Ultimate Alien.
Murakami è il creatore e produttore della serie di Cartoon Network Teen Titans.

## Animazione
Murakami inizialmente voleva diventare un fumettista. Un suo amico delle scuole medie e superiori, Keith Weesner, ottenne un lavoro come artista di sfondi per Batman: The Animated Series e informò Murakami che la Warner Bros. Animation stava cercando artisti. Murakami fece un test per lo storyboard, che fallì. Tuttavia, grazie al suo talento nel disegno, venne assunto comunque.
Collaborando strettamente con Bruce Timm, Murakami lavorò come character designer e storyboard artist dal 1991 al 1993. Dal 1995 al 1999, lavorò come direttore artistico per Superman: The Animated Series e The New Batman/Superman Adventures.

## Batman Beyond
Murakami fu promosso a produttore per Batman Beyond e vinse un Emmy Award nel 2001 per il suo lavoro sulla serie. Oltre al ruolo di produttore, contribuì alla storia del film direct-to-video Batman Beyond: Return of the Joker.

## Teen Titans
Nel 2002, Sam Register, allora vicepresidente senior dello sviluppo di Cartoon Network, voleva una serie basata sui fumetti Teen Titans. Portò Murakami, che aveva già lavorato su Batman Beyond e Superman: The Animated Series, per creare questa nuova serie. "Pensavo che i Teen Titans fossero una delle proprietà dell'universo DC che non erano ancora diventate un cartone animato, ma che ne avevano davvero bisogno," disse Register.
Murakami adottò uno stile influenzato dall’anime per lo show, che fu definito "Murakanime" o "Americanime". Come creatore della serie, Murakami co-sviluppò lo show con Register e lo sceneggiatore David Slack, servendo anche come produttore. Fu la sua prima serie prodotta senza Bruce Timm. Oltre a creare e produrre la serie, Murakami fu anche il character designer, adottando uno stile unico per differenziarsi dagli altri programmi animati DC.
Parlando dello sviluppo dei personaggi, Murakami dichiarò: "Abbiamo scelto i personaggi che pensavamo fossero i più iconici e simbolici. Robin è il leader, Starfire è l'aliena, ma rappresenta anche lo studente straniero o l'emarginato. Cyborg è l’uomo forte. Beast Boy è il comico, ma anche insicuro. Può trasformarsi in tutti questi animali, ma è ancora insicuro. All'inizio volevo capire i loro difetti perché pensavo che fossero ciò che li avrebbe resi umani."
La popolare serie andò in onda per cinque stagioni, 65 episodi, e si concluse con il film Teen Titans: Trouble in Tokyo nel 2006.

## Ben 10: Alien ForceeBen 10: Ultimate Alien
Dopo Teen Titans, Murakami collaborò con lo sceneggiatore Dwayne McDuffie per rinnovare il franchise di Ben 10 per Cartoon Network. Murakami fu produttore esecutivo di Ben 10: Alien Force, che durò tre stagioni con 46 episodi. Subito dopo, Murakami e McDuffie lavorarono alla serie successiva, Ben 10: Ultimate Alien.

## Beware the Batman
Nel 2011, Warner Bros. Animation annunciò che Murakami sarebbe stato produttore esecutivo della serie animata Beware the Batman.

## Fumetti
Murakami illustrò il fumetto di Star Wars Death Star Pirates, originariamente pubblicato nei numeri #16-#20 della rivista per ragazzi Star Wars Kids nel 1998 e successivamente raccolto in Star Wars Tales Volume 2 dalla Dark Horse Comics.
Disegnò anche una copertina per Teen Titans Go! e scrisse e disegnò storie per Batman Adventures e Batman: Mad Love and Other Stories, vincendo un Eisner Award per il suo lavoro nello speciale natalizio Batman Adventures Holiday Special.

## Premi
- Eisner Award - Miglior numero singolo - 1995 - Batman Adventures Holiday Special (con Paul Dini, Bruce Timm, Ronnie del Carmen e altri).
- Annie Award - Miglior realizzazione individuale per il design di produzione in una produzione animata televisiva - 1999 - Legends of the Dark Knight (The New Batman/Superman Adventures).
- Emmy Award - Miglior programma animato speciale - 2001 - Batman Beyond (con Jean MacCurdy, Alan Burnett, Paul Dini, Bruce Timm e altri).